# Woodwardia martinezii
Woodwardia martinezii là một loài thực vật có mạch trong họ Blechnaceae. Loài này được Maxon ex Weath. miêu tả khoa học đầu tiên năm 1949.